# نائورو در المپیک تابستانی ۲۰۲۰
نائورو در المپیک تابستانی ۲۰۲۰ در توکیو شرکت می‌کند. این بازی‌ها که ابتدا قرار بود از ۲۴ ژوئیه تا ۹ اوت ۲۰۲۰ برگزار شود، به دلیل دنیاگیری کووید-۱۹ به ۲۳ ژوئیه تا ۸ اوت ۲۰۲۱ موکول شد. این هفتمین حضور این کشور در بازی‌های المپیک تابستانی از سال ۱۹۹۶ خواهد بود.

## شرکت کنندگان
| رشته ورزشی  | مرد | زن | مجموع |
| ----------- | --- | -- | ----- |
| دو و میدانی | ۱   | ۰  | ۱     |
| وزنه‌برداری  | ۰   | ۱  | ۱     |
| مجموع       | ۱   | ۱  | ۲     |

## دو و میدانی
نائورو یک دعوت جهانی از دو و میدانی جهان برای اعزام یک ورزشکار به المپیک دریافت کرد. وی اولین ورزشکار دو و میدانی نائورو، از زمان اولین حضور این کشور در بازی‌های المپیک تابستانی است.
| ورزشکار   | رویداد        | مقدماتی  | مقدماتی | دور اول   | دور اول   | نیمه‌‌نهایی | نیمه‌‌نهایی | فینال     | فینال     |
| ورزشکار   | رویداد        | نتیجه    | رتبه    | نتیجه     | رتبه      | نتیجه     | رتبه      | نتیجه     | رتبه      |
| --------- | ------------- | -------- | ------- | --------- | --------- | --------- | --------- | --------- | --------- |
| جونا هریس | ۱۰۰ متر مردان | ۱۱.۰۱ SB | ۵       | راه نیافت | راه نیافت | راه نیافت | راه نیافت | راه نیافت | راه نیافت |

## وزنه‌برداری
نائورو از طرف کمیسیون سه جانبه و فدراسیون بین‌المللی وزنه‌برداری دعوت‌نامه‌ای دریافت کرد تا نانسی گنتزل آبوک را در وزن ۷۶ کیلوگرم زنان به المپیک اعزام کند.
| ورزشکار          | رویداد          | یک‌ضرب | یک‌ضرب | دوضرب | دوضرب | مجموع | رتبه |
| ورزشکار          | رویداد          | نتیجه | رتبه  | نتیجه | رتبه  | مجموع | رتبه |
| ---------------- | --------------- | ----- | ----- | ----- | ----- | ----- | ---- |
| نانسی گنتزل آبوک | ۷۶ کیلوگرم زنان |       |       |       |       |       |      |